# Épicydès
 (octobre 2024).
Épicydès est un général carthaginois participant à la défense du siège de Syracuse de 213 av. J.-C à 212 av. J.-C lors de la deuxième guerre punique. Il a la fonction de commandant face aux armées romaines menées par Marcus Claudius Marcellus et Appius Claudius Pulcher.  Menant son armée avec passion et vigueur, il va notamment avoir l'aide d'Archimède qui développera la griffe d'Archimède. Cependant, l'issue se terminera par une victoire de l'armée romaine.